# Homona antitona
Homona antitona es una especie de polilla de la familia Tortricidae. Se encuentra en Sumatra, Ceram y en Indonesia. El hábitat consiste en bosques montanos superiores secundarios.

## Historia
Fue desctito por primera vez en 1927 por Edward Meyrick.